# Kryštof I. ze Schwarzenbergu
Kryštof I. ze Schwarzenbergu (německy Christoph I zu Schwarzenberg, 28. července 1488, Lohr am Main – 9. ledna 1538) byl německý šlechtic, svobodný pán ze Schwarzenbergu a Hohenlandsbergu (1528–1538), pán na Weiernu, Traublingu a Egenhofenu. Byl zakladatelem bavorské linie rodu Schwarzenbergů.

## Život

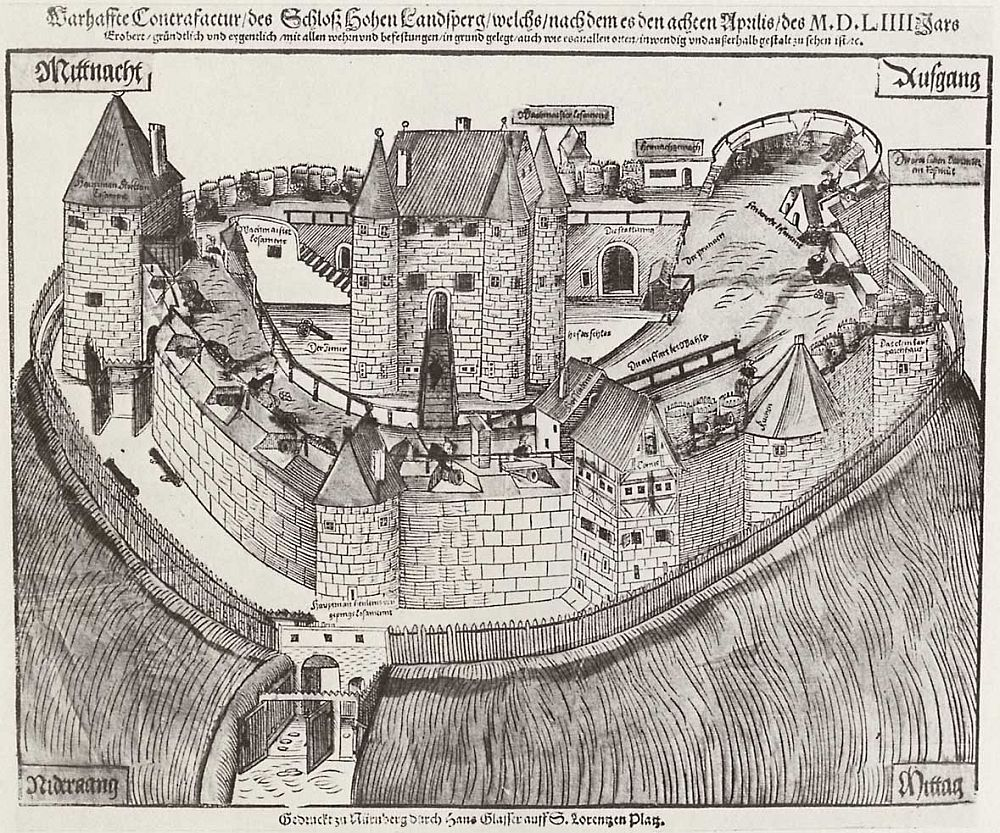
Hrad Hohenlandsberg ve Steigerwaldu, Střední Franky, před zničením v roce 1554.

Narodil se jako nejstarší syn svobodnéh pána Jana ze Schwarzenbergu (1463–1528) a jeho manželky hraběnky Kunhuty z Rienecku (1469–1502), dcery hraběte Filipa II. z Rienecku († 1497) a Anny z Wertheim-Breubergu († 1497). Měl mladšího bratra Bedřicha ze Schwarzenbergu (1498–1561), svobodného pána ze Schwarzenberg-Hohenlandsbergu.
Jeho otec byl přítel Martina Luthera.
Kryštof I. odešel do Bavorska, stal se katolíkem a přijal službu u vévody Viléma IV. Bavorského († 1550). Založil bavorskou linii rodu Schwarzenbergů. 
Kryštof I. ze Schwarzenbergu zemřel 9. ledna 1538 ve věku 49 let a byl pohřben v Mnichově.

## Rodina
Kryštof byl dvakrát ženat:
1. Dne 12. května 1509 se oženil s hraběnkou Evou z Montfort-Tettnangz (9. listopadu 1494 – 6. března nebo 26. března 1527, pohřbena v Mnichově), dcerou hraběte Oldřicha VII. z Montfort-Tettnangu († 1520) a Magdaleny z Oettingen-Wallersteinu († 1525). Eva zemřela ve věku 32 let, pravděpodobně na komplikace při porodu své poslední dcery Marie Kunhuty v roce 1527. Měli 14 dětí: [3] [4] [5]

- Marie Magdalena ze Schwarzenbergu (* březen 1510 – 1543), provdaná hrabě Huga XIV. z Montfort-Tettnangu († 21. listopadu 1564)
- Vilém ze Schwarzenbergu (26. srpna 1511 – 11. ledna 1552), ženatý s Marií z Eck-Randecku (1. října 1525 – 13. srpna 1570, Mnichov)
- Hanuš Oldřich (1512–1512, Wasserburg)
- Hanuš Kryštof (1513–1513, Mnichov)
- Marie Jakuba (* květen 1515 – 1594)
- Hanuš Erkinger (1517–1517)
- Anna Jakuba (1519–1520)
- Šebestián ze Schwarzenbergu (* květen 1520 – 2. září 1558), svobodný pán ze Schwarzenbergu, ženatý s Barborou z Fraunhofenu († 1545)
- Hanuš Kryštof (* září 1521 – 1. června 1548)
- Ludvík Hanuš (* září 1521 – 1521)
- Pavel (* únor 1523 – 16. června 1557, Würzburg)
- Markéta (1523–1523)
- Marie Salome (1525–1525, Mnichov)
- Marie Kunhuta (1527–1527, Wasserburg)

Druhý sňatek: 1. ledna 1528 se Scholastikou Nothaftovou z Wernbergu (28. března 1509 – 24. ledna 1589), dcerou Kašpara Nothaft z Wernbergu († 1520) a Barbary z Waldburgu (* 1469). Manželé měli 6 dětí, z nichž dospělosti dosáhl pouze Ota Jindřich:
- Anna Jakuba (10. listopadu 1528 – 30. prosince 1528)
- Hanuš Erkinger (31. července 1531 – 7. září 1531)
- Hanuš Erkinger (10. března 1533 – 2. dubna 1533)
- Ludvík Jan (22. května 1534 – 2. června 1534)
- Ota Jindřich ze Schwarzenbergu (15. listopad 1535 – 11. srpen 1590, Mnichov), hrabě a pán ze Schwarzenbergu, pán z Hohenlandsbergu, Randecku a Winzeru, dne 10. listopadu 1555 se v Mnichově oženil s Alžbětou z Puchbergu (1537 – 29. září 1570), dne 12. dubna 1571 podruhé s Kateřinou z Frundsbergu (1530 – 27. dubna 1582) a jeho třetí manželkou se stala Jacqueline z Neuchâtelu (1563 – 16. února 1622)
- Marie Josefa